# Eudule limbata
Eudule limbata är en fjärilsart som beskrevs av Hermann Burmeister 1878. Eudule limbata ingår i släktet Eudule och familjen mätare. Inga underarter finns listade i Catalogue of Life.